# 안도 리키치
안도 리키치(일본어: 安藤 利吉, 1884년 4월 3일 ~ 1946년 4월 19일)는 제2차 세계 대전에서 활약했으며, 타이완 총독을 역임한 일본 제국 육군의 군인이다.

## 생애

### 임관 이후
미야기현 출신으로 1904년 일본 육군사관학교를 16기로 졸업하고 소위로 임관하였다. 다시 1925년 장교의 출세 코스인 일본 육군대학을 26기로 졸업하였다. 1925년부터 1927년까지 안도는 영국령 인도에 주재무관으로 파견되었고, 돌아와 육군 참모부에서 근무하였다. 1928년에는 제13보병 연대장을 역임하였고, 1930년에는 제5사단의 참모장으로 임명되었다.
1931년~1932년에는 다시 참모부로 돌아왔고 소장으로 승진하여 일본 육군성의 병무과장에 임명되었다. 1932년~1934년에는 영국에 주재무관으로 파견되었다. 일본에 귀국하여 도야마 육군보병학교의 교장이 되었고, 이후 중장으로 승진하였다. 이후에도 여러 후방직과 야전직을 두루 역임하였다.

### 제2차 세계 대전
1940년 남지나 방면군 사령관에 임명되어 중국의 최남단인 광시 성에 주둔하고 있었다. 이때, 유럽에서 나치 독일에 항복한 프랑스가 외부에 신경 쓸 겨를이 없던 틈을 타 프랑스의 프랑스령 인도차이나에 정부 허가를 받지 않고 진주하였다. 원래 방침은 무력 사용 없는 진주였으나, 참모본부의 제1부장이었던 도미나가 교지(富永恭次) 소장이 독단으로 무력을 사용하였다.
이러한 침략 행위는 미국과 외교적 마찰을 야기하여 미국은 일본에 대해 석유금수조치와 자산동결조치를 취했다. 안도는 이에 책임을 지고 1941년 1월 예비역에 편입되었다. 일본의 고노에 후미마로(近衛文麿) 내각은 미국과 협상으로 이를 해결하려고 했으나, 미국의 태도가 워낙 완강하자, 결국 미국과 전쟁을 벌이기로 결정하고, 전시체제를 표방한 도조 히데키(東條英機) 내각이 들어섰다.
잠시 예비역으로 지내다가 1941년 11월에 다시 현역으로 재소집되어 대장으로 승진하였고, 타이완군 사령관에 임명되었다. 1944년에는 타이완군이 개편된 제10방면군의 사령관에 임명되었다. 일본이 필리핀에서 패퇴한 이후 타이완의 안보가 위험해지자, 12월 30일, 군사령관인 그가 대만총독을 겸임하게 되었다.

### 종전 이후
일본이 연합국에 항복한 후 1945년 10월 24일 미국의 지원을 받은 중화민국 정부는 타이완에 화남 방면 사령관 천이를 대만성 행정장관 겸 경비총사령관에 임명하고 대만으로 파견했다. 마지막 일본령 타이완 총독였던 안도는 타이베이 공회당에서 일본의 항복 문서에 조인했다. 그 이후 타이완에서 중화민국 정부에 체포되어 상하이로 압송되었다. 1946년 4월 19일 재판에 가기 전 감옥에서 음독 자살하였다.

## 같이 보기
- 대만총독부
- 일본군 위안부